# EGG (flumpoolのアルバム)
『EGG』（エッグ）は、flumpoolの4枚目のオリジナルアルバム。2016年3月16日にA-Sketchから発売された。

## 概要
販売形態はDVD付きの初回限定盤（AZZS-42）、通常盤（AZCS-1051）として発売された。初回限定盤特典 DVDは2016年の年明けにメンバー４人揃って撮り下ろした、最新スタジオライブ、2015年の夏に開催した台湾でのライブ映像、14枚目のシングル「夜は眠れるかい?」の初回限定盤のDVDには収録出来なかったLIMITED TOURライブ映像と舞台裏、「夜は眠れるかい？」のミュージック・ビデオの撮影時のドキュメント、アニメ「亜人」のティザー映像も収録されている。

## 収録曲
1. 解放区 
  - PVも製作された。
  - 日本テレビ系「スッキリ!!」3月テーマソング
2. 夜は眠れるかい? 
  - 映画＆TVシリーズ「亜人」主題歌
3. World beats
4. 今日の誓い 
  - ブルボン アルフォートミニチョコレート「メッセージデコ」篇TVCMソング
5. DILEMMA
6. 絶体絶命!!!
7. LINE
8. Dear my friend
9. 産声
10. とある始まりの情景 〜Bookstore on the hill〜
11. 夏よ止めないで 〜You're Romantic〜 
  - スカパー! 2015 Jリーグ TVCMソング
12. 輪廻
13. Blue Apple & Red Banana
14. 明日キミが泣かないように 
  - KKBOX「一緒に聴く」篇　TVCMソング